# Concerto per tromba, archi e basso continuo in re maggiore (Telemann)
Il concerto per tromba, archi e basso continuo in re maggiore (TWV 51:D7) è una composizione di Georg Philipp Telemann. È stato composto tra il 1708 ed il 1714 circa, arco temporale in cui sono compresi gli anni trascorsi come Konzertmeister e Kapellmeisterz ad Eisenach (1708-1712).
Il concerto è in quattro movimenti, secondo lo schema della sonata da chiesa: Lento - Veloce - Lento - Veloce. Per l'andamento pacato, discorsivo, garbato dell'eloquio musicale, il concerto si pone ormai già alle soglie del primo stile galante (o rococò).
Il concerto è piuttosto conosciuto in Italia anche grazie a La canzone dell'amore perduto scritta da Fabrizio De André nel 1966, che si ispira alla melodia dell'Adagio.